# Woodrow Wilson Presidential Library
Woodrow Wilson Presidential Library är ett amerikanskt presidentbibliotek i Woodrow Wilsons födelsehus. Adressen är 18-24 North Coalter Street i Staunton i Virginia. Anläggningen fungerar både som bibliotek och som museum.
I museet finns en utställning om första världskriget och  Woodrow Wilsons presidentbil, en Pierce-Arrow av årsmodell 1919. Wilsons födelsehus är ett National Historic Landmark och har upptagits i National Register of Historic Places. Museet invigdes av Franklin D. Roosevelt år 1941.